# Hyphessobrycon boulengeri
Hyphessobrycon boulengeri es una especie de pez de la familia Characidae en el orden de los Characiformes.

## Morfología
Los machos pueden llegar alcanzar los 4,5 cm de longitud total.

## Hábitat
Vive en zonas de clima tropical.

## Distribución geográfica
Se encuentran en Sudamérica: cuencas fluviales costeras de Rio Grande do Sul (Brasil).